# Khama III Memorial Museum
Le Khama III Memorial Museum est un musée privé du Botswana, situé à Serowe, au centre du pays.
Son nom rend hommage à Khama III, roi des Bamangwatos et grande figure de l'histoire du Bechuanaland.

## Histoire
Créé par la famille Khama, le musée a été inauguré le 19 octobre 1985.

## Collections
C'est un musée historique qui réunit des effets personnels de Khama III et de sa dynastie et conserve le souvenir de son petit-fils, Sir Seretse Khama, qui fut président de la république du Botswana de 1966 – c'est-à-dire depuis l'indépendance – jusqu'en 1980. 
Le musée détient en outre les archives personnelles de la femme de lettres Bessie Head.